# Незалежність ЗМІ
Незалежність ЗМІ (англ. Media independence) — відсутність зовнішнього контролю і впливу на установу або окрему людину, яка працює в засобах масової інформації. Здатність самостійного прийняття рішень засобом масової інформації відрізняє незалежні ЗМІ від державних.

## Огляд
Основний вплив на незалежність ЗМІ має старіння бізнес-моделей роботи друкованих та радіомовних ЗМІ. Брак коштів, спроби збільшити прибуток і створити нові джерела доходів роблять ЗМІ більш уразливими для зовнішнього впливу. У багатьох регіонах заходи жорсткої економії призводять до масштабного скорочення бюджетних витрат громадських телерадіомовних компаній, скорочення числа співробітників і обмеження інновацій.

## Регулювання
Роль регулюючих органів (установ ліцензування, постачальників контенту, платформ) і опір політичному та комерційному втручанню в автономію медіа-сектора розглядаються як важливі складові незалежності ЗМІ. Щоб забезпечити незалежність медіа, регулюючі органи повинні бути поза впливом директив уряду. Цей фактор впливу можна оцінити, розглянувши законодавчу, судову практику і правила публікації.

### Державне регулювання

#### Ліцензування
Процес видачі ліцензій у багатьох регіонах як і раніше непрозорий . У багатьох країнах регулюючі органи звинувачуються в політичній упередженості щодо уряду і правлячої партії, в результаті чого деяким потенційним мовникам відмовляють в ліцензіях або загрожують їх вилученням. У багатьох країнах різноманітність матеріалів і поглядів зменшувалася, коли монополії прямо або побічно підтримувалися державами. Це не тільки впливає на конкуренцію, а й дає органам влади можливість вільно управляти громадською думкою.

#### Державне схвалення призначень
Державний контроль проявляється і в посиленні впливу регулюючих органів на призначення на посади, засновані на політичних і партійних поглядах; зокрема, на керівні посади в регулюючих органах. Це дає можливість уряду або партії висвітлювати інформацію упереджено.

#### Інтернет-регулювання
Уряди багатьох країн прагнуть встановити регулювання над інтернет-компаніями, такими, як постачальники послуг зв'язку або додатків — і всередині країни, і за кордоном. Вплив на контент може бути значним, оскільки інтернет-компанії можуть на вимогу уряду знімати з публікації новинні повідомлення, в тому числі алгоритмічно, що повністю усуває деякі способи висвітлення матеріалів. Проте, деяким журналістам вдається обходити обмеження на публікацію за допомогою методів анонімізації .

### Саморегулювання

#### Регіональне
У Західній Європі саморегулювання є альтернативою державним регулюючим органам. Газети історично були вільні від ліцензування і регулювання, і на них постійно чинився тиск з метою самостійного регулювання або призначення власних омбудсменів . Проте, часто буває непросто встановити значущі саморегульовані суб'єкти.
Часто саморегулювання існує в тіні державного регулювання і функціонує в умовах потенційного втручання держави. У багатьох країнах Центральної і Східної Європи саморегулюючі структури відсутні або історично не сприймаються як ефективні.
Виникнення і зростання популярності супутникових каналів, які передають інформацію через кабельні або онлайн-системи, значно розширює сферу нерегульованого мовлення. Проте, існують способи регулювання доступу до супутникових каналів в деяких частинах Західної Європи, Північноамериканського регіону, Арабського регіону і в Азійсько-Тихоокеанському регіоні . Хартія Арабського Супутникового Радіомовлення є спробою, спрямованою на встановлення стандартів і впливу регулюючих органів на віщав матеріали.

#### Міжнародні та недержавні організації
Саморегулювання проявляється в якості преференційної системи з боку журналістів, а також в якості підтримки організацій, що займаються свободою і розвитком ЗМІ, міжурядових організацій, таких як ЮНЕСКО, і неурядових організацій. Є тенденція створення органів саморегулювання.
Великі інтернет-компанії розробили системи саморегулювання і подачі скарг на рівні окремих компаній, використовуючи принципи, розроблені в рамках Глобальної мережевої ініціативи, число учасників якої виросло до ряду великих телекомунікаційних компаній поряд з такими компаніями як Google, Facebook і інші, а також організаціями громадянського суспільства та вченими.
Опубліковане Європейською Комісією в 2013 році «Керівництво сектора інформаційних технологій по впровадженню Керівних принципів Організації Об'єднаних Націй в області бізнесу і прав людини» впливає на присутність незалежної журналістики. Визначає межі того, що слід або не слід переносити в популярні цифрові простору.

#### Приватний сектор
Перебуваючи під громадським тиском, технологічні гіганти стрімко розвивають розробку нових стратегій, спрямованих на усунення деяких причин їх появи і поширення. Facebook створив нові кнопки для того, щоб користувачі повідомляли, який контент, на їхню думку, є хибним, спрямованим на протидію розпалювання ненависті і переслідувань в Інтернеті. Ці зміни відображають ширші перетворення, що відбуваються серед технічних гігантів, спрямовані на підвищення їх прозорості. Як наголошується в індексі корпоративної підзвітності рейтингу Digital Rights, більшість великих інтернет-компаній, як повідомляється, набула широкого вжитку відносно більш відкритими з точки зору своєї політики щодо сторонніх запитів на видалення або доступ до контенту, особливо в разі запитів урядів.

#### Перевірка фактів
На додаток до реагування на тиск щодо більш чітко визначених механізмів саморегулювання, інтернет-компанії, такі як Facebook, Google, та видавництва почали кампанії з навчання користувачів того, як відрізнити недостовірні джерела інформації від достовірних. Наприклад, напередодні виборів в Сполученому Королівстві в 2017 році Facebook опублікував серію рекламних оголошень в газетах з «Підказками для визначення помилкових новин», в яких користувачам пропонувалися 10 ознак справжності контенту. Були також ширші ініціативи, які об'єднують безліч інвесторів і учасників для сприяння перевірці фактів і підвищенню інформаційної грамотності, таких, як Ініціатива щодо забезпечення цілісності новин в Школі журналістики університету Нью-Йорка. Ця інвестиція в розмірі 14 мільйонів доларів була розпочата в 2017 році, тому ефективність її впливу ще належить з'ясувати. Однак вона буде доповнювати пропозиції інших мереж, таких, як Міжнародна мережа перевірки фактів, запущена Інститутом Пойнтера в 2015 році.

## Вплив на медіасистеми
Медіасистеми часто виявляються під тиском широко поширеною делегітимізації ролі ЗМІ як надійного установи і приниження гідності професії журналіста, що ростуть зусиллями із захоплення ЗМІ, особливо онлайн-ЗМІ, які часто вважаються більш стійкими до впливу.

### Методи делегітимізації

#### Дискредитація
Впливові сили, такі, як уряди, часто влаштовували систематичні нападки на засоби масової інформації, виставляючи їх як ворога або намагаючись їх скомпрометувати. Це особливо помітно в реакції уряду на незалежні засоби масової інформації напередодні виборів. Поширена тактика розмиття відмінності між неперевіреними контентом в соціальних мережах та ЗМІ в інтернеті. Делегітимізація — це тонка і часто успішна форма пропаганди, яка знижує довіру громадськості до засобів масової інформації.

#### Дії проти медіа
У деяких країнах делегітимізація поєднується з активними діями, спрямованими проти незалежних ЗМІ: ключові об'єкти медіа закриті або продані сторонам, які мають зв'язки з урядом. Нові ЗМІ, часто пов'язані з державною владою і величезними ресурсами, набирають силу і охоплення. Важливе посилення захисту преси як надбання громадянського суспільства. Рекламодавці і інвестори можуть втратити інтерес до співпраці в сфері медіа через делегітимізації.
Припинення наклепу як і раніше триває в багатьох регіонах, також зростає небезпека з боку громадянського права, пов'язана з великими витратами і ризиком, що призводить до значної ймовірності банкрутства видавництва. Незалежність зменшується, коли під загрозою опиняється право журналістів критикувати державних осіб. Загальна напад на ЗМІ може призвести до ситуацій, в яких журналісти звинувачуються в публікації наклепів проти уряду ,; їх здатність захищати свої джерела значно обмежується.

### Захоплення ЗМІ
Захоплення ЗМІ — це низка дій, які можуть обмежити охоплення. Захоплення ЗМІ визначається як "ситуація, в якій засобам масової інформації не вдалося стати автономними в прояві власної думки і виконувати свою основну функцію, інформувати аудиторію. Замість цього ЗМІ використовуються в інших цілях ". Відмінною рисою медіа-захоплення є сприяння приватного сектора . Існує безліч випадків, коли блогери та громадянські журналісти висвітлюють конкретні проблеми і повідомляють про події під час протестів.

### Фінансовий вплив
Фінансові загрози для незалежності ЗМІ можуть бути сконцентровані на купівлю акцій, банкрутство або нестійке фінансування громадського телерадіомовлення компаній. Контроль над капіталом для засобів масової інформації існує в багатьох країнах для управління прямими іноземними інвестиціями в медіа-секторі. Багато урядів в Африці, Латинській Америці і Карибському басейні, а також в Азійсько-Тихоокеанському регіоні прийняли суворі закони, які обмежують або забороняють володіння іноземними ЗМІ, особливо в секторах мовлення та телекомунікацій. У Латинській Америці майже дві третини країн, в котрих проводилися дослідження Світового банку в сфері іноземних інвестицій, накладають обмеження на іноземну власність в секторі видавничої діяльності. Майже всі країни вказують на обмеження іноземних інвестицій в медіа-секторі, і все частіше в регіоні поглинання приватного та іноземного капіталу відбувається без втрати володіння і політичного контролю в секторі засобів масової інформації. Складніше регулювати питання власності, коли компанії є інтернет-платформами, які охоплюють кілька юрисдикцій, хоча європейська конкуренція і податкове законодавство відгукнулися на деякі з цих проблем.

### Сприйняття журналізму
Згідно з дослідженнями Worlds of Journalism Study, журналісти в 18 з 21 країни, опитаних в Західній Європі і Північній Америці, порахували, що втрачають свою свободу прийняття редакційних рішень протягом останніх п'яти років. У всіх інших регіонах безліч журналістів вважають, що їх редакційна свобода зміцнилася. У цих державах спостерігається помітне зниження реклами у пресі, деякі газети повідомляють про збільшення доходів від підписок на цифрову рекламу, що дозволило розширити випуски редакцій, які раніше мали серйозні фінансові труднощі. Це свідчить про готовність читачів платити за якісний інтернет-контент.

### Боротьба з політичним і економічним впливом
Є різні інструменти, які знижують вплив політичних і економічних сил на роботу ЗМІ.

#### Стандарти журналістики
- Кодекси етики є способом втілення журналістських стандартів. Для журналістів, які прагнуть до універсальності, і навіть для «онлайн-журналістів» та блогерів, існує цілий ряд кодексів — причому, більшість транснаціональних інформаційних агентств і мовників дотримуються своїх власних, хоча не всі вони загальновідомі.
- У більшості регіонів газети розробили свої власні кодекси поведінки з постійними цінностями і стандартами, яких слід дотримуватися видавцями і журналістами. Деякі газети також призначили омбудсмена або представника читачів для розгляду скарг з боку громадськості.
- У багатьох країнах поради преси та асоціації діють як профспілки журналістів, які прагнуть поліпшити умови праці та усунути труднощі, з якими стикаються журналісти під час збору матеріалів.

#### Інвестиційні пріоритети
Фінансова підтримка розвитку засобів масової інформації та свободи слова неурядових організацій може широко варіюватися. У доповіді Національного фонду демократії були відзначені коливання шляхом відстеження фінансування Агентства США з міжнародного розвитку в різних регіонах за останні три роки.
Приватні фонди, засновані на Глобальному Півночі, все частіше надають гранти організаціям засобів масової інформації на Глобальному Півдні. Такі фонди часто спрямовані на розгляд конкретних представляють інтерес тим, таких, як охорона здоров'я або освіту. Пожертвування можуть або підтримати, або послабити незалежність ЗМІ.

## Критика
Необхідність існування незалежності ЗМІ багаторазово викликала сумніви у консервативних і закритих режимів. Наявні незалежні ЗМІ часто звинувачують в політичній упередженості на користь опозиції чи приватного сектора і надуманою критиці. В деяких країнах незалежних журналістів можуть визнавати іноземними агентами.